# Chrysichthys auratus
Chrysichthys auratus är en fiskart som först beskrevs av Geoffroy Saint-hilaire, 1809.  Chrysichthys auratus ingår i släktet Chrysichthys och familjen Claroteidae. IUCN kategoriserar arten globalt som livskraftig. Inga underarter finns listade i Catalogue of Life.